# Triochgornyj
Triochgornyj (ros. Трёхго́рный) – miasto zamknięte w Rosji, w obwodzie czelabińskim. W 2010 roku liczyło 33 670 mieszkańców.